# بطاقة هوية جبل طارق
بطاقة هوية جبل طارق هي  وثيقة هوية رسمية صادرة عن حكومة جبل طارق تصلح للسفر داخل المنطقة الاقتصادية الأوروبية و داخل سويسرا للذين هم مواطنون بريطانيون.

## أقرأ أيضاً
- بطاقة شخصية
- بطاقة زيارة